# Hecalapona villaria
Hecalapona villaria är en insektsart som beskrevs av Delong och Foster 1982. Hecalapona villaria ingår i släktet Hecalapona och familjen dvärgstritar. Inga underarter finns listade i Catalogue of Life.